# Autoroute A216 (France)
Pour les articles homonymes, voir A216.
L'autoroute A216, aussi appelée la rocade portuaire de Calais, relie l'est de Calais à l'échangeur des autoroutes A16 et A26. Elle mesure 3 km. Elle est gratuite sur l'intégralité de son parcours et est exploitée par la DIR Nord. La vitesse y est limitée à 90 km/h.

## Itinéraire
Section non-concédée à DIR Nord et gratuite.
- Échangeur entre A216, A26 et A16 : 
  -    Début d’autoroute A216
- 3 Calais - centre à 1 km : Calais, Z.A. Marcel Doret, Centre Universitaire
  -  A216 devient RN 216
- 2 Calais - Saint-Joseph à 3 km : Z.I. des Dunes, Calais (demi-échangeur)
- 1 Port Est à 5 km : Port Est
  -  Limitation à 70 km/h
  -  Réduction à 2 × 1 voies
  -  Fin de la route nationale RN 216 en route à accès réglementé
- Port de Calais, à 6 km
- Car ferry

## Lieux sensibles
L'A216 est particulièrement dangereuse lorsque les migrants y pénètrent pour tenter de monter sur un camion et ainsi rejoindre l'Angleterre. Elle est donc parfois fermée pour cette raison. Cependant, des clôtures ont été installées sur les bas-côtés pour contrer ce problème. De nombreuses patrouilles de forces de l'ordre sont également présentes sur les lieux. La vitesse est également réduite sur cette autoroute.
Un mur a été construit à ses abords pour limiter les intrusions des migrants sur l'autoroute.